# 山田徹
山田徹（やまだ とおる、1944年- ）は、日本の政治学者、神奈川大学名誉教授。

## 略歴
東京都生まれ。1967年東京大学法学部政治学科卒業。同大学院法学政治学研究科博士課程修了、1975年「ヴァイマール共和国初期のドイツ共産党 「過渡期」の戦術と革命」で東大法学博士。1975年神奈川大学法学部講師、77年助教授をへて教授。2015年定年、名誉教授。

## 著書
- 『東ドイツ・体制崩壊の政治過程』日本評論社(神奈川大学法学研究叢書 1994
- 『ヴァイマル共和国初期のドイツ共産党』御茶の水書房(神奈川大学法学研究所研究叢書)1997

### 共編著
- 『ヨーロッパ分権改革の新潮流 地域主義と補完性原理』若松隆共編著 中央大学出版部 2008
- 『各国における分権改革の最新動向 日本,アメリカ,イタリア,スペイン,ドイツ,スウェーデン』柴田直子共編 公人社 2012
- 『経済危機下の分権改革 「再国家化」と「脱国家化」の間で』編著　公人社 2015

### 翻訳
- E.マティアス『なぜヒトラーを阻止できなかったか 社会民主党の政治行動とイデオロギー』安世舟共訳 岩波書店 岩波現代選書 1984
- ウィルフリード・スウェンデン『西ヨーロッパにおける連邦主義と地域主義』公人社 神奈川大学法学研究所叢書 2010